# Ronald Kyrmse
Ronald Eduard Kyrmse (Curitiba, 30 de abril de 1952, residente em São Paulo desde 1975) é um tradutor e estudioso independente, com atividade significativa na pesquisa e propagação dos trabalhos de J. R. R. Tolkien no Brasil. Trabalhou como consultor de tradução e tradutor das principais obras de Tolkien (e de outros trabalhos sobre o autor) para o português. Suas traduções incluem Contos Inacabados, As Aventuras de Tom Bombadil, Os Filhos de Húrin, A Lenda de Sigurd e Gudrún, Cartas do Papai Noel, Árvore e Folha, A Queda de Arthur, Ferreiro de Bosque Grande, Beowulf: Uma Tradução Comentada, A História de Kullervo e Beren e Lúthien. Também produziu uma nova tradução de O Senhor dos Anéis, publicada no final de 2019 pela editora HarperCollins Brasil, e participou da tradução de A Natureza da Terra-média (2021) com Reinaldo Lopes e Gabriel Brum.
Além de seu envolvimento na tradução, também escreveu a obra Explicando Tolkien, contendo ensaios sobre a vida e obra de Tolkien, publicada pela editora Martins Fontes em 2003 (ISBN 978-85-336-1917-3).
Vários de seus artigos sobre Tolkien estão reunidos em Academia.edu. Ele apoia o grupo brasileiro Tolkien Talk.
Seu interesse pela geometria combinatória o levou a inventar os Polígonos Canônicos; um texto básico sobre estes pode ser encontrado entre seus escritos em Academia.edu.